# Higashi-Ginza (métro de Tokyo)
Higashi-Ginza (東銀座駅, Higashi-Ginza-eki) est une station du métro de Tokyo sur les lignes Hibiya et Asakusa dans l'arrondissement de Chūō à Tokyo. Elle est exploitée conjointement par le Tokyo Metro et le Bureau des Transports de la Métropole de Tokyo (Toei).

## Situation sur le réseau
La station Higashi-Ginza est située au point kilométrique (PK) 9,0 de la ligne Hibiya et au PK 11,4 de la ligne Asakusa.

## Histoire
La station Higashi-Ginza est inaugurée le 28 février 1963 sur les lignes Asakusa et Hibiya.

## Service des voyageurs

### Accès et accueil
La station de la ligne Asakusa se compose de deux quais desservant chacun une voie. La station de la ligne Hibiya se compose d'un quai central encadré par deux voies.
En moyenne en 2015, 84 356 voyageurs ont fréquenté quotidiennement la station côté Tokyo Metro et 76 505 voyageurs côté Toei.

### Desserte
- Ligne Asakusa :
  - voie 1 : direction Sengakuji (interconnexion avec la ligne principale Keikyū pour Shinagawa et l'aéroport de Haneda) ou Nishi-Magome
  - voie 2 : direction Oshiage (interconnexion avec la ligne principale Keisei pour Inba-Nihon-Idai, Shibayama-Chiyoda ou l'aéroport de Narita)
- Ligne Hibiya :
  - voie 1 : direction Naka-Meguro
  - voie 2 : direction Kita-Senju (interconnexion avec la ligne Tōbu Skytree pour Kuki et Minami-Kurihashi)

Installations de la station
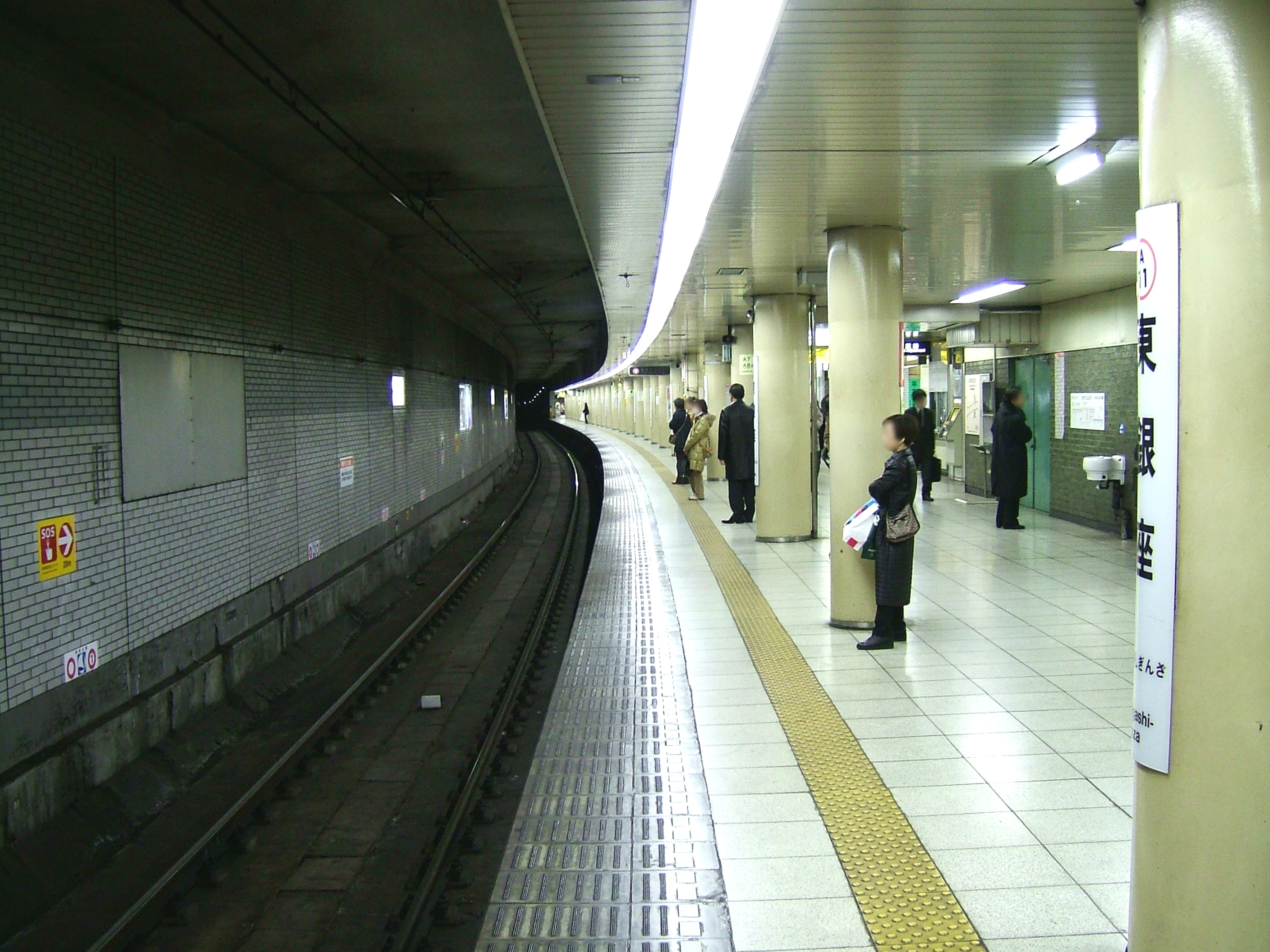
Quai de la ligne Asakusa
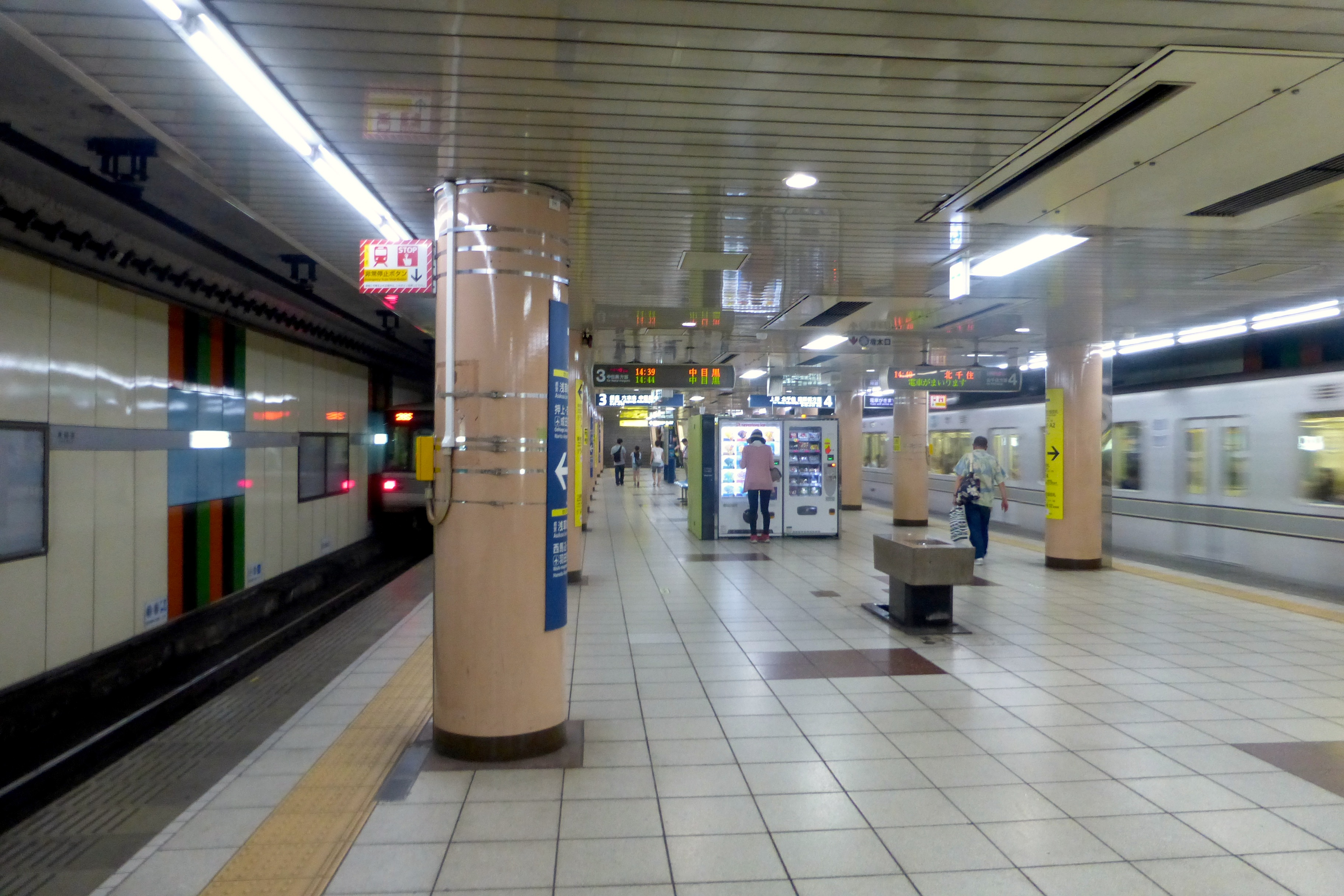
Quai de la ligne Hibiya

## A proximité
La station dessert notamment Kabuki-za.